# Parahypopta caestrum
Parahypopta caestrum is een vlinder uit de familie houtboorders (Cossidae). De wetenschappelijke naam is voor het eerst geldig gepubliceerd in 1808 door Hübner.
De soort komt voor in Europa.